# Dicranomyia (Dicranomyia) palliditerga
Dicranomyia (Dicranomyia) palliditerga is een tweevleugelige uit de familie steltmuggen (Limoniidae). De soort komt voor in het Neotropisch gebied.